# Mimar Sinan
Mimar Sinan (15. duben 1489, Ağırnas - 17. červenec 1588, Istanbul) byl turecký architekt, nejvýznamnější architekt Osmanské říše, který navrhoval klíčové stavby, zejména mešity, za tří sultánů - Sulejmana I., Selima II. a Murada III., tedy na vrcholu moci této říše.

## Život
Jeho rodiče byli řečtí ortodoxní křesťané, jeho původní křesťanské jméno bylo Josef. Sinan pracoval se svým otcem jako kameník a tesař, ovšem roku 1512 byl odveden do janičárského vojska a přestoupil na islám. Jako muslimské jméno zvolil Sinan (přízvisko Mimar značí v turečtině „stavitel“, tedy označovalo původně povolání, nicméně časem začalo být užíváno jako součást jména). Někdy je též nazýván Mimar Koca Sinan („Velký stavitel Sinan“).

## Dílo
Jeho první stavby - mosty a pevnosti - vznikaly ještě za služby v armádě a pro armádu. Díky tomu si jeho talentu povšiml dvůr Sulejmana I. Roku 1539 pro něj Sinan navrhl první civilní stavbu a poté byl čtyřicet let hlavním dvorním architektem. Za tu dobu navrhl a nechal vystavět 79 mešit, 34 paláců, 33 veřejných lázní, 19 hrobek, 55 veřejných škol, 16 chudobinců a 7 madrás (církevních škol). Různé zdroje se v počtu jeho staveb rozcházejí, ale shodují se na tom, že navrhl přes 300 budov. Třemi jeho nejznámějšími a nejoceňovanějšími stavbami jsou Princova mešita v Istanbulu (Şehzade Camii) dokončená roku 1548, Sulejmanova mešita v Istanbulu (Süleymaniye Camii) vystavěná v letech 1550–57 a Selimova mešita v Edirne (Selimiye Camii) z let 1569–75.
Sinan neskrýval inspiraci v byzantské architektuře, zejména chrám Hagia Sofia byl zjevně předlohou Sulejmanovy mešity. Jeho osobitý styl charakterizuje užití menších doplňkových kupolí a polokupolí, jež zvětšovaly centrální prostor a posilovaly dojem monumentálnosti zvenčí i zevnitř. V tom byla jeho práce průkopnická. Podobně je jeho původním stylovým znakem užití čtyř minaretů, které prostor mešity ohraničují. K jeho dalším dílům patří Karađoz-begova mešita, Mešita Banja Baši v bulharské Sofii, Most Mehmeda Sokoloviće (památka UNESCO) v bosenském Višegradu aj.
Založil též významnou architektonickou školu, jeho žáci navrhli Mešitu sultána Ahmeda, Stari most v Mostaru či Tádž Mahal. V Istanbulu se dnes po něm jmenuje umělecká univerzita: Mimar Sinan Güzel Sanatlar Üniversitesi.

## Galerie

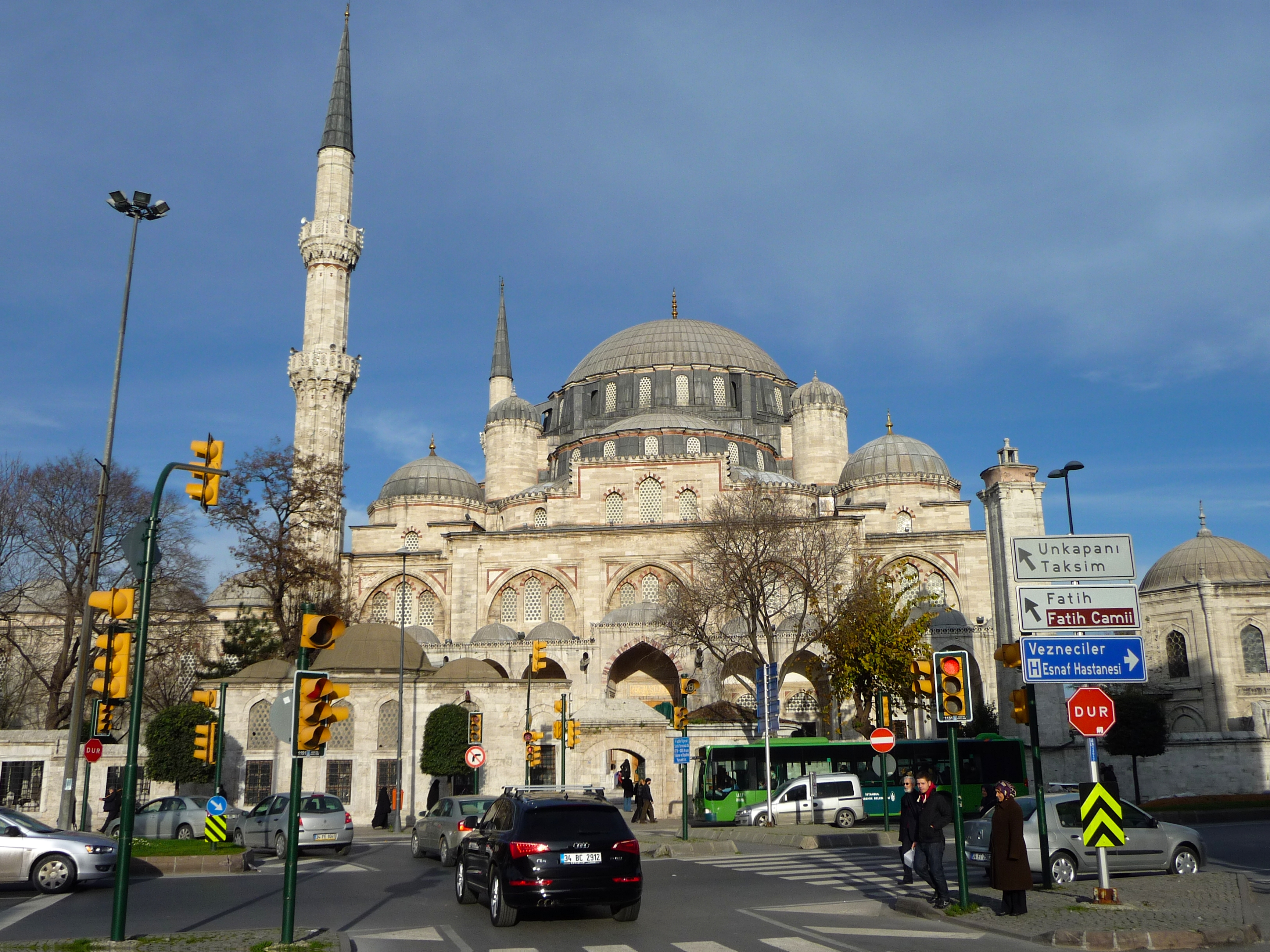
Princova mešita
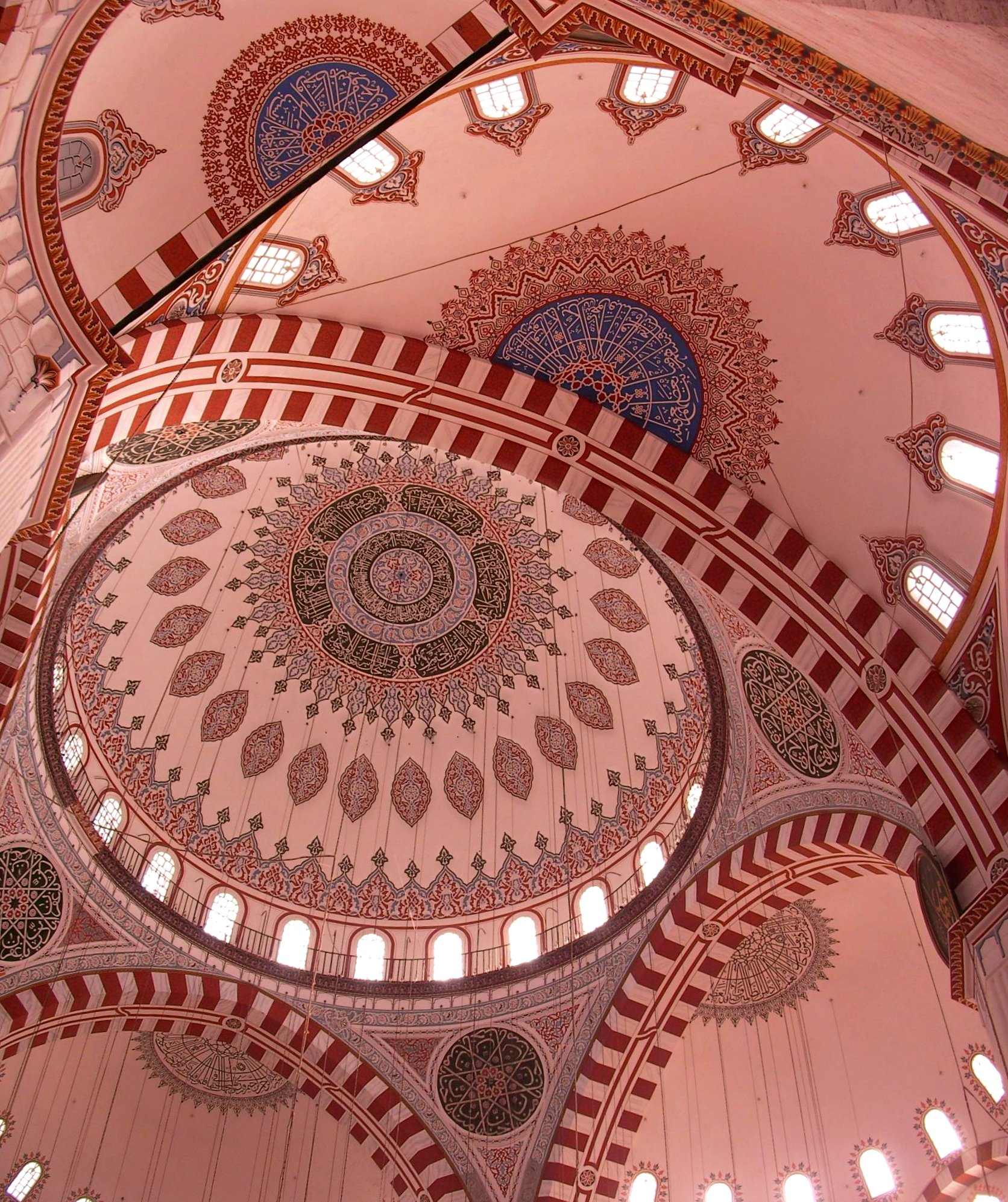
Princova mešita, kopule a polokopule zevnitř
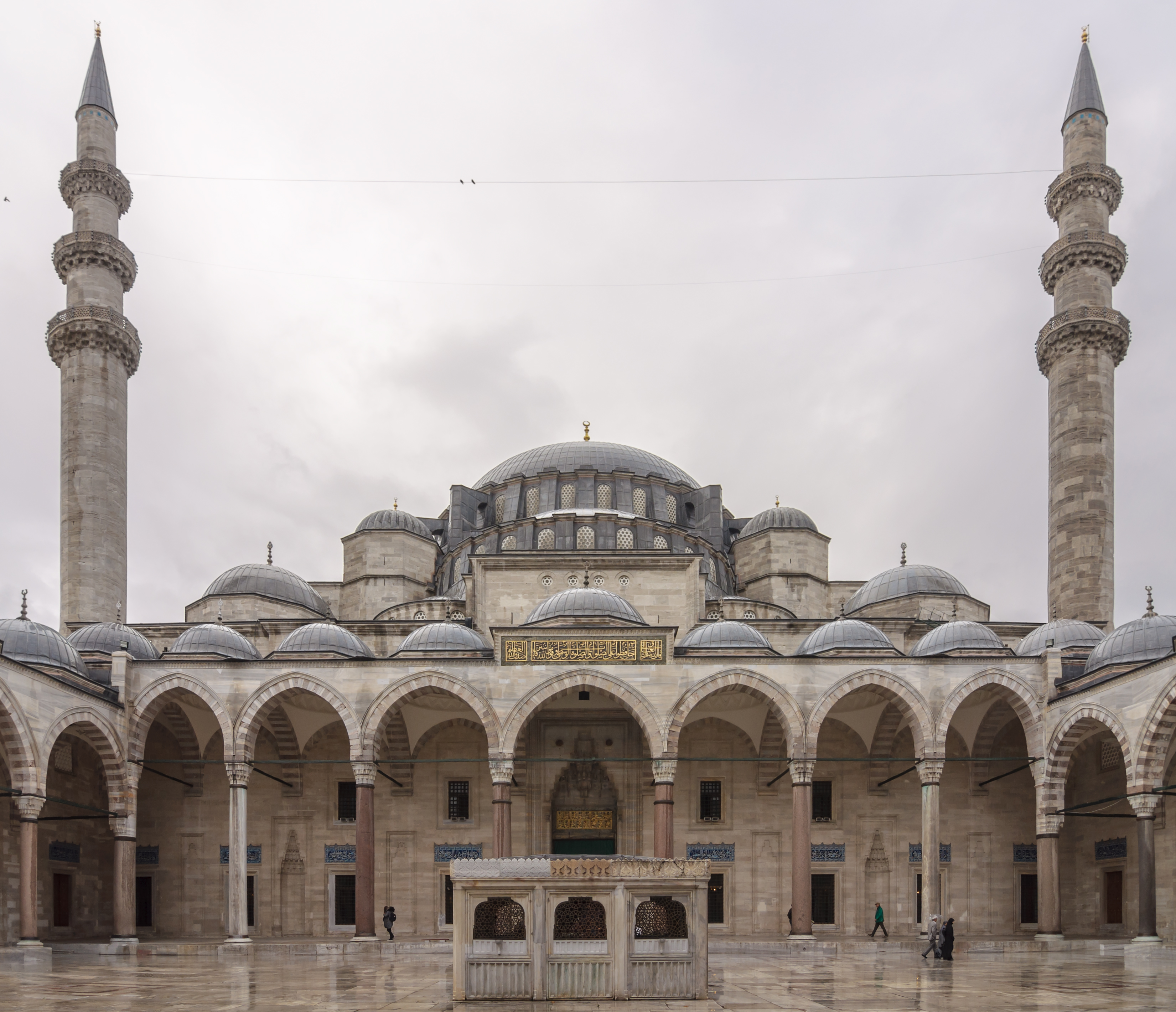
Sulejmanova mešita
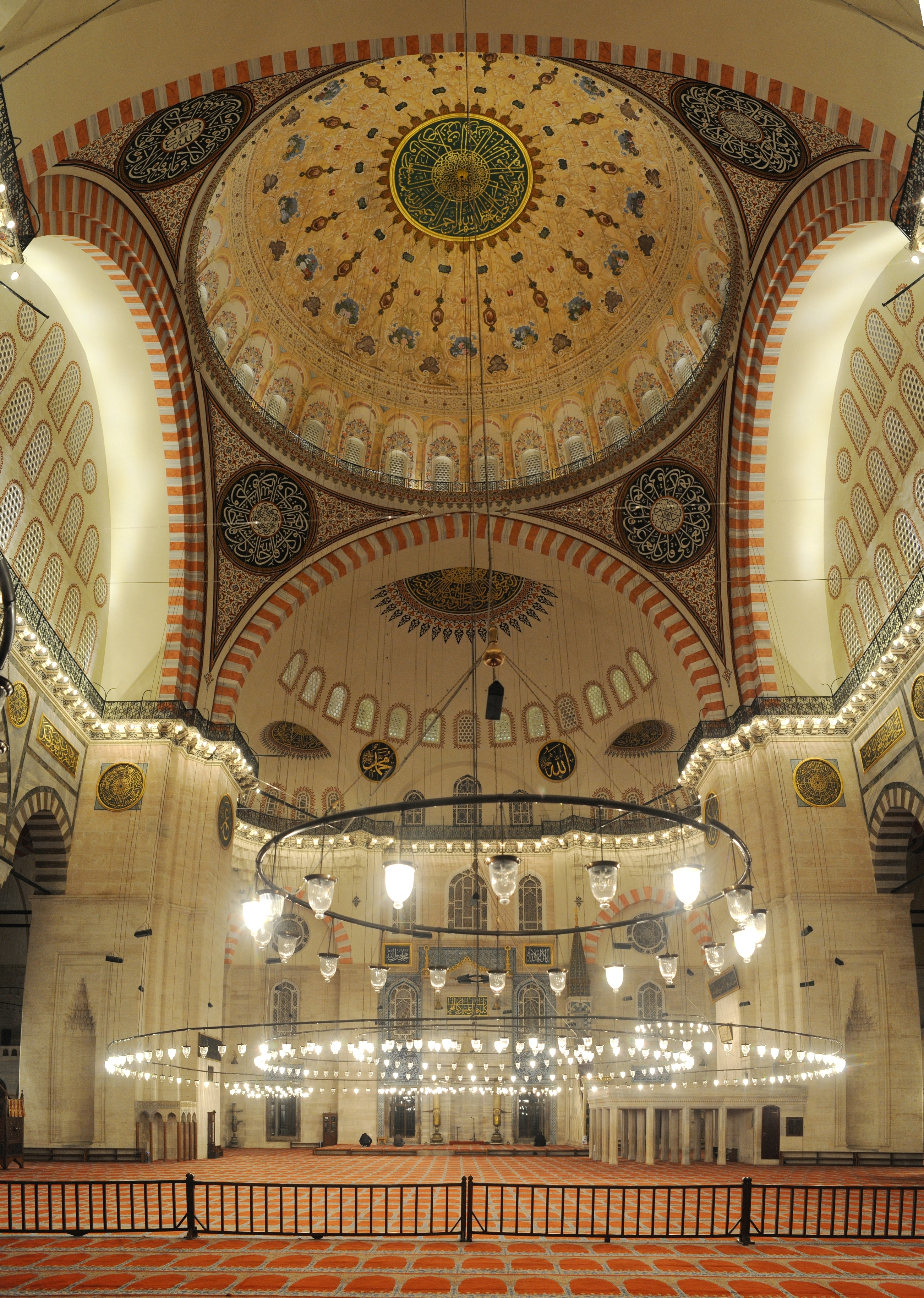
Sulejmanova mešita, vnitřek
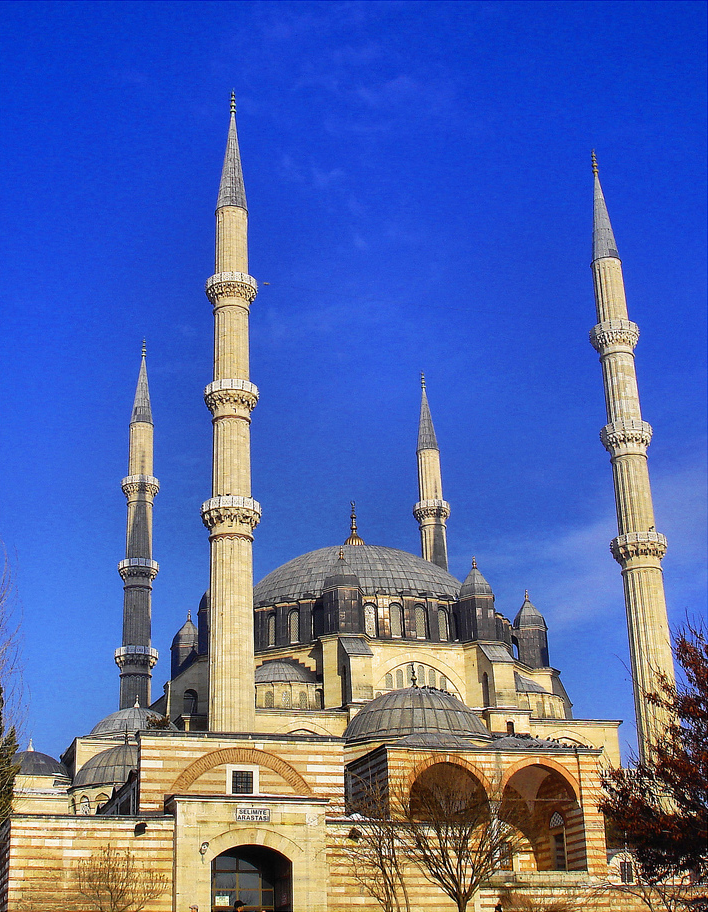
Selimova mešita